# (3458) Boduognat
(3458) Boduognat est un astéroïde de la ceinture principale.

## Description
(3458) Boduognat est un astéroïde de la ceinture principale. Il fut découvert le 7 septembre 1985 à La Silla par Henri Debehogne. Il présente une orbite caractérisée par un demi-grand axe de 2,45 UA, une excentricité de 0,16 et une inclinaison de 2,1° par rapport à l'écliptique.
Il est nommé d'après le chef gaulois Boduognatos.

## Compléments